# Charles Alfred Payton
Charles Alfred Payton (York, 12 novembre 1843 – Scarborough, 11 marzo 1926) è stato un diplomatico e dirigente sportivo inglese.

## Biografia[1]

### Carriera consolare
Nativo di York, divenne a partire dal 16 marzo 1880 console britannico della città marocchina di Essaouira, mantenendo tale carica sino al 1893.
Nel febbraio 1893 si trasferisce nella città italiana di Genova, per assumere l'incarico di console generale britannico; nel capoluogo ligure rimase sino al 1896.
Nel maggio 1897 Payton divenne console nella cittadina francese di Dunkerque, consolato spostato in seguito a Calais.
Il 7 maggio 1906 venne insignito del titolo di Membro dell'Ordine dell'Impero Britannico. ed il 23 febbraio 1914 fu insignito da Giorgio V del titolo di Cavaliere.

### Dirigente sportivo
Fu tra i fondatori, il 7 settembre 1893, del Genoa, una delle più antiche società di calcio italiane, di cui venne eletto presidente onorario.